# 那覇市立城南小学校
那覇市立城南小学校（なはしりつ じょうなんしょうがっこう）は、沖縄県那覇市首里崎山町4丁目にある公立小学校。那覇市立城南こども園を併設している。

## 概要
創立は1880年と古く、前身の首里尋常高等小学校・首里第一国民学校の時代には首里城内に校舎があった。戦後になって「城南小学校」と改称した。
城南小学校になった1947年3月以降、2013年3月までの卒業生は8504人。2021年4月8日時点の在校生は410人。

## 沿革
出典
- 1880年（明治13年）11月20日 - 当蔵村に東小学校として開校[1]。
- 1886年（明治19年）
  - 7月 - 校舎を新築して、 本校・西小学校（寒川）・北小学校（儀保）の3小学校を合併して1校とし、首里小学校と改称。
  - 12月 - 女子部を置き、初めて女子が入学する。
- 1888年（明治21年）2月 - 首里尋常高等小学校首里高等小学校と改称。
- 1893年（明治26年）9月20日 - 首里尋常高等小学校と改称。
- 1923年（大正12年）4月1日 - 首里第一尋常高等小学校と改称し、男女共学を実施。
- 1941年（昭和16年）4月1日 - 国民学校令により、首里第一国民学校と改称。
- 1945年（昭和20年）4月 - 米軍が沖縄に上陸し、校舎が焼失（戦後）。
- 1946年（昭和21年）8月21日 - 崎山区旧放送局跡に幕舎を建て、金城・赤田の城東・城西・城北の各校から引き取り、城南初等学校として開校[1]。
- 1948年（昭和23年）4月1日 - 学制改革による学校区の変更で、赤田・崎山・鳥堀が区域となる。
- 1952年（昭和27年）2月28日 - 首里市城南小学校と改称。
- 1954年（昭和29年）9月1日 - 首里市の那覇市への編入により、那覇市城南小学校と改称。
- 1956年（昭和31年）7月17日 - 校旗・校歌を制定[1]。
- 1980年（昭和55年）11月20日 - 創立100周年。
- 1982年（昭和57年）3月1日 - 体育館竣工し、校舎・体育館落成祝賀記念式典を挙行。
- 1985年（昭和60年） - 給食室建設[4]。
- 2000年（平成12年）12月10日 - 果樹園完成（学校創立120周年記念事業）。
- 2002年（平成14年） - 新校舎建設[4]。
- 2008年（平成20年）2月16日 - 新校舎改築記念祝典挙行。
- 2017年（平成29年）
  - 時期不明 - 屋体建設[4]。
  - 5月14日 - プール・子ども園舎完成。
- 2021年（令和3年）1月31日 - 創立140周年記念児童式典挙行。

## 校歌
作詞：泉国夕照、作曲：仲本朝教。

## 通学区域と進学先中学校
出典

### 通学区域
- 首里赤田町（全域）
- 首里金城町4丁目（全域）
- 首里崎山町（全域）
- 首里鳥堀町1丁目（全域）
- 首里鳥堀町2丁目（全域）
- 首里鳥堀町3丁目（全域）
- 首里鳥堀町4丁目（1番地 - 100番地）
- 首里鳥堀町5丁目（全域）
- 繁多川4丁目（22番地、25番地）

### 進学先中学校
- 那覇市立首里中学校（松城中学校の通学区域を除く地区から通う児童の進学先中学校）
- 那覇市立松城中学校（首里金城町4丁目と繁多川4丁目から通う児童の進学先中学校）

## アクセス
- 那覇バス・沖縄バス・東陽バスで、「崎山」停留所下車後、メゾンTOKU脇の歩道路経由で、学校正門（城南こども園共通門）まで、
  - 首里駅・那覇市中心部方面行のりばから、徒歩約310m・約5分。
  - 新川方面行のりばから、徒歩約315m・約5分（県道82号を跨ぐ歩道橋経由）。
- 沖縄都市モノレール沖縄都市モノレール線（ゆいレール）首里駅から、徒歩約835m・約13分。
- 沖縄自動車道那覇ICから、車で約1.2km・約3分。
  - なお、崎山停留所・那覇IC共、学校までの距離は近いが、道路との関係で、遠回りとなる。

## 周辺
- 那覇市立城南こども園 - 同一敷地内で、かつ進級前こども園のひとつ。
- 日本キリスト教団首里教会 - 敷地が隣接。
- 学校法人カトリック学園首里カトリック幼稚園 - 進級前幼稚園のひとつ。
- 学研崎山教室
- 沖縄県道82号那覇糸満線
- 沖縄自動車道那覇IC
- 金城ダム
- 沖縄県立芸術大学首里崎山キャンパス